# Motorična ploščica
Motorična ploščica (tudi živčnomišični stik) je stik med živcem in mišico. Po živcu se signal (ukaz) za krčenje mišice prevaja v obliki akcijskega potenciala. Ko akcijski potencial doseže konec živca (živčni končič), ki je v bližini mišice, se iz njega sprostijo molekule acetilholina. Acetilholin deluje kot prenašalec signala med živcem in mišico - veže se na acetilholinske receptorje na mišični celici in s tem sproži signale za njeno krčenje.